# Karel Lismont
Karel Lismont, född den 8 mars 1949 i Borgloon, Belgien, är en belgisk friidrottare inom maratonlöpning.
Han tog OS-silver i maraton vid friidrottstävlingarna 1972 i München.